# 田時暢
田時暢（？年—1634年），字則上，河南開封府宣武衛（治所在今开封县西北）人。明末政治人物。

## 生平
田時暢是萬曆四十三年（1615年）乙卯科河南乡试舉人，到崇祯四年（1631年）辛未科进士，先在工部观政，五年（1632年）授陕西盩厔县知县，增建明倫堂的教谕宅、训导宅，又修缮文庙，弘扬理学，於任內去世。